# Procédé Boucherie
Pour les articles homonymes, voir Boucherie (homonymie).
Développé par Jean-Auguste Boucherie, docteur en médecine, en 1838, le procédé Boucherie consistait à attacher un sac ou un réservoir de solution de préservation à un arbre sur pied, ou fraîchement coupé avec l'écorce, les branches et les feuilles encore attachées, en injectant ainsi le liquide à travers la sève dans le xylème. Par la transpiration végétale, l'agent de conservation était tiré vers le haut et à travers l'aubier de l'arbre.
Le procédé Boucherie modifié consiste à placer des bois fraîchement coupés et non-pelés sur des cales en déclin, souche légèrement surélevée, puis fixer des capuchons étanches ou percer un certain nombre de trous aux extrémités, insérer une solution de sulfate de cuivre ou autre agent de conservation en solution aqueuse dans les bouchons ou les trous depuis un récipient surélevé. Les huiles de préservation ont tendance à ne pas pénétrer de manière satisfaisante par cette méthode. La pression hydrostatique du liquide force l'agent de conservation dans le sens de la longueur dans et à travers l'aubier, poussant ainsi la sève hors de l'arbre à l'autre extrémité du bois. Après quelques jours, l'aubier est complètement imprégné. Malheureusement, peu ou pas de pénétration a lieu dans le bois de cœur. De cette manière, seul le bois vert peut être traité. 
Ce processus a trouvé un usage considérable dans l'imprégnation de poteaux et des grands arbres en Europe et en Amérique du Nord, et a connu un regain d'utilisation pour l'imprégnation de bambou dans des pays tels que le Costa Rica, le Bangladesh, l'Inde et l'État de Hawaï.

## Extrait desAnnales des ponts et chaussées, 1839
« Le procédé de M.Boucherie consiste à introduire ou injecter dans tous les canaux séveux du bois un liquide qui ait la propriété de convertir en matières insolubles inattaquables aux insectes toutes les substances solubles alimentaires et putréfiables qui entrent dans la composition chimique et physique des bois. Le moyen la puissance d'introduction c'est la succion même résultant du mouvement séveux. Ce n'est donc que sur des arbres sur pied ou tout récemment abattus qu opère M Boucherie. Un réservoir rempli du liquide à injecter est appliqué au pied de l'arbre, ce réservoir peut être un sac imperméable ou tout autre appareil et le liquide s'introduit par la circulation séveuse non seulement dans le tronc principal mais dans toutes les branches et même dans toutes les feuilles. »

« La plus ou moins grande activité de cette introduction dépend de circonstances que nous indiquerons au moins sommairement, mais le liquide peut dans certains cas et avec certaines conditions s'étendre jusqu'à une distance ou hauteur si l'arbre est debout de près de 30 m. Le nombre plus ou moins complet des tubes séveux atteints par ce liquide dépend encore de la nature et souvent de la texture du bois. Le liquide choisi par M.Boucherie pour la conservation des bois est le pyrolignite de fer. M.Boucherie s'est en outre trouvé conduit par ses expériences à la possibilité de donner aux bois diverses qualités et ce en dehors de la question proprement dite de la conservation; il propose notamment d'introduire les chlorures de calcium et de magnesium pour donner au bois de la flexibilité de l'élasticité. Les mêmes sels déliquescents par leur introduction séveuse diminuent d'une autre part de beaucoup la combustibilité des bois. Et de même d'autres liquides pourraient être introduits pour produire dans les bois et par le même procédé diverses colorations intérieures. Enfin M.Boucherie paraît avoir étendu ses essais jusqu'à des pétrifications artificielles toujours par l'introduction de certains liquides et par des décompositions de nature à donner des précipités à base de silice. »

## Procédé
Le procédé Boucherie reposant sur l'ascension naturelle de la sève brute est abandonné comme trop lent, et l'on fait pénétrer la dissolution saline sous une assez forte pression extérieure, obtenue de la manière suivante: le liquide à injecter est contenu dans des vases, placés sur une plate forme élevée de 10 à 15 mètres au dessus du sol; les pièces de bois sont posées horizontalement a terre et à l'une de leurs extrémités on ajuste une boite ou chapeau étanche mis en communication à l'aide d'un tube flexible avec le réservoir supérieur.

« La pression de une atmosphère à une atmosphère et demi résultant de l'élévation du réservoir suffit pour que la solution saline expulse, par une action mécanique, la sève que l'on voit couler abondamment à l'extrémité libre de la pièce de bois et l'injection ne tarde pas à être complète ce que l'on vérifie d'ailleurs en frottant le pied de l'arbre avec du prussiate de potasse, qui doit donner une teinte brune au contact du sulfate de cuivre. La solution employée est titrée à 1,5 ou 2 pour cent. La pénétration des bois par le liquide présente cette particularité qu'elle se fait toujours par les canaux longitudinaux, sans se transmettre d'une couche à l'autre dans le sens des rayons médullaires; elle est d'ailleurs plus ou moins complète et plus ou moins rapide suivant l'essence des bois; c'est avec les essences les plus tendres qu'elle réussit le mieux; le peuplier et le hêtre s'injectent parfaitement et acquièrent ainsi une durée de beaucoup supérieure à celle qu'ils auraient naturellement; les bois de pin sont plus difficiles à pénétrer et le bois parfait n'absorbe qu'une très faible quantité de sulfate de cuivre l'aubier seul s'injecte complètement et acquiert alors une durée à peu près égale à celle du bois parvenu à maturité. Quant au chêne il est tout à fait rebelle à l'injection par le sulfate de cuivre; son aubier seul en absorberait facilement une certaine quantité, mais comme sa résistance n'éprouve aucun accroissement, il n'en résulte qu'un avantage insignifiant pour les pièces soumises à de grands efforts. Le procédé Boucherie est donc sans application pour les bois de chêne ou de pin employés dans la marine. »

## Produits d'imprégnation
Boucherie a successivement employé un très-grand nombre de liquides: sulfate de fer, sulfate de zinc, ferrocyanure de potassium (prussiate de potasse) et même des agents qui se décomposaient dans le tissu du bois de manière à former, dans l'intérieur du bois injecté, des veines colorées en bleu, en rouge, en jaune, etc. Il se proposait d'employer ces bois dans la fabrication des meubles de luxe, mais ces applications n'eurent pas de succès, parce que ses couleurs étaient trop heurtées et qu'en France on ne veut que des couleurs analogues à celles des bois naturels. Celles du docteur Boucherie étaient trop brusques; il aurait réussi en Chine, par exemple, où l'on aime les couleurs éclatantes, plutôt qu'en France, où à l'éclat ou préfère les nuances fondues.
Le sulfate de cuivre est finalement préféré à tous.
Le bore est aujourd'hui utilisé pour traiter les bambous. Des usages arséniate de cuivre chromé (CCA) sont aussi enregistrés

## Objet
- Traverses de chemin de fer et poteaux télégraphiques principalement[7]
- Le procédé Boucherie se révélera inapproprié dans le traitement des bois de marine; le sulfate de cuivre se dissout et ne tarde pas à disparaître complètement[3]:

« On a pensé que par suite de la durée plus grande qu'il assure aux bois tendres tels que le hêtre ce dernier par exemple pourrait être employé à la construction des vaisseaux, mais l'emploi de ces bois y serait des plus bornés, car lorsqu'ils sont plongés dans l'eau de mer, le sulfate de cuivre se dissout et ne tarde pas à disparaître complètement et ils sont alors ramenés aux conditions ordinaires; on pourrait tout au plus s'en servir pour des travaux intérieurs tels que des cloisons de cale, à la place de bois de chêne ou de pin; mais dans ces conditions, son importance devient des plus minimes. Les bois injectés sont au contraire fort employés pour les poteaux des lignes télégraphiques et les traverses de chemins de fer et l'on peut ainsi les confectionner avec des bois tendres qui sans cette préparation ne sauraient être admis à cause de la rapidité avec laquelle ils entrent en pourriture lorsqu'ils sont enfouis en terre. La conservation des traverses des chemins de fer n'est pas sans intérêt pour la marine; l'établissement et l'entretien de ces traverses représente une consommation énorme de bois qui fait concurrence à celle de nos arsenaux et il est très important que ses besoins puissent être satisfaits à l'aide des essences inférieures impropres à la construction des navires. »

- Traitements des bambous.